# Lothar Nordheim
Lothar Wolfgang Nordheim (Munique, 7 de novembro de 1899 — La Jolla, 5 de outubro de 1985) foi um físico teórico estadunidense nascido na Alemanha.

## Leben
Nordheim obteve um doutorado em 1923 na Universidade de Göttingen, orientado por Max Born. Foi um pioneiro na aplicação da mecânica quântica na física do estado sólido (efeito termiônico sobre metais, função trabalho em metais.
Em 1951 foi doutor Honoris causa da Universidade de Karlsruhe e em 1963 da Universidade de Purdue.

## Publicações selecionadas
- Hilbert, von Neumann, Nordheim: Über die Grundlagen der Quantenmechanik. In: Mathematische Annalen. Band 98, 1928
- Nordheim Von einem, der auszog, das Quanteln zu lernen, oder die Leiden eines jungen Eigenwertlers: Ein unzeitgemäßes Märchen, Physikalische Blätteer, 17, 1961, 420